# Martha Argerichová
Martha Argerichová ([argeričová], nepřechýleně Martha Argerich (* 5. června 1941, Buenos Aires) je argentinsko-švýcarská pianistka, která patří mezi nejvýznamnější klavírní interprety současnosti.

## Kariéra

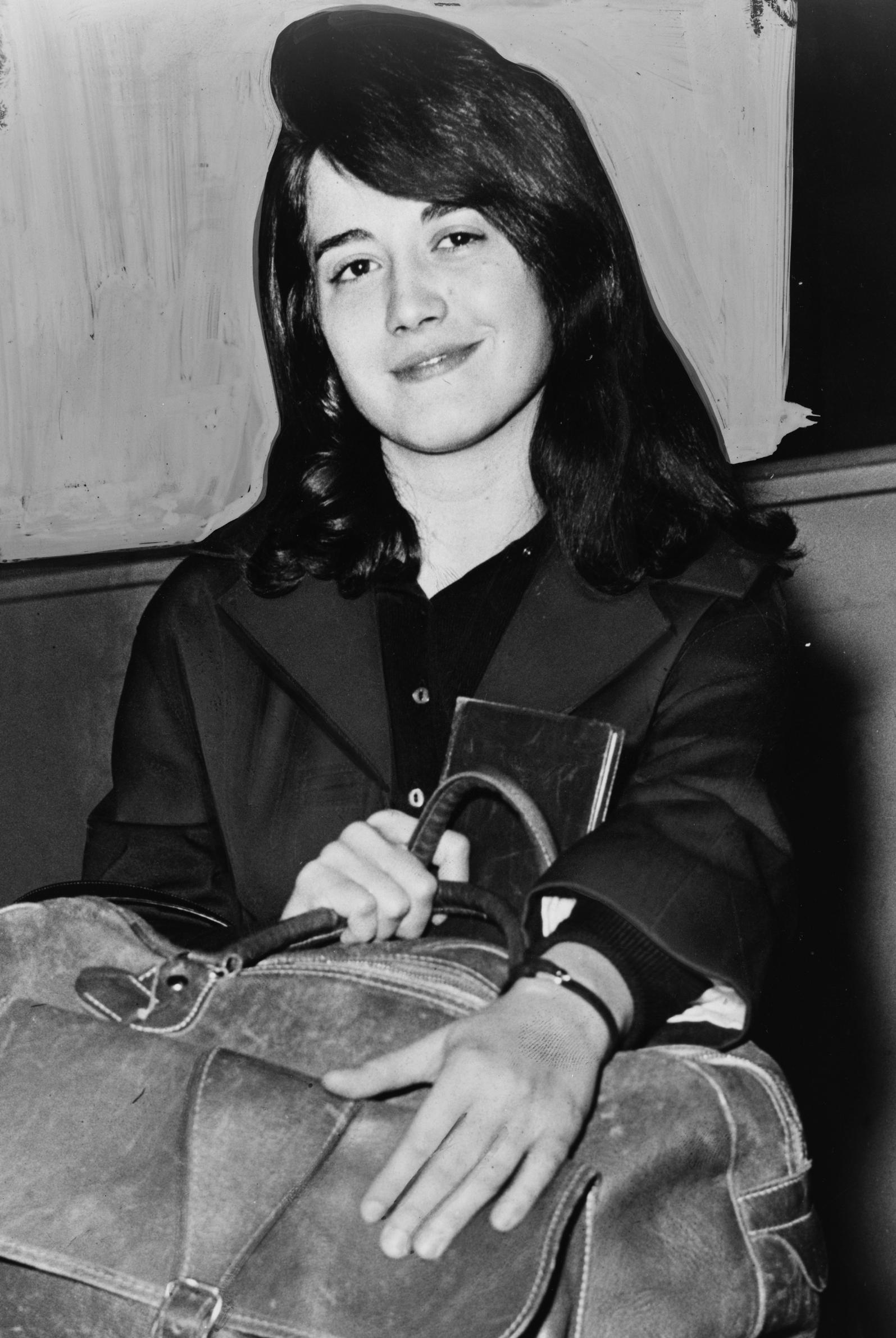
Martha Argerichová roku 1962 v New Yorku.

Narodila se v roce 1941 v Buenos Aires a je po matce židovského původu. Její otec pocházel z významné rodiny katalánského původu, usedlé v Argentině od 18. století. Na klavír se učila hrát už od svých tří let. V osmi letech veřejně debutovala s Beethovenovým Klavírním koncertem č. 1 a téhož roku ho také nahrála. V roce 1955 se s rodinou přestěhovala do Rakouska, kde studovala u světoznámého klavíristy Friedricha Guldy. V roce 1957, ve svých šestnácti letech věku, vyhrála prestižní Mezinárodní hudební soutěž v Ženevě. Později své umění zdokonalovala u Artura Benedettiho Michelangeliho. V roce 1965 vyhrála Mezinárodní klavírní soutěž Fryderyka Chopina ve Varšavě. Od roku 1966 se věnovala také nahrávání. Ve světě vystupovala hlavně jako koncertní klavíristka. V 80. letech 20. století se začala více orientovat na komorní hudbu. V roce 1980 vzbudila rozruch, když vystoupila z poroty Chopinovy soutěže ve Varšavě na protest proti tomu, že chorvatský klavírista Ivo Pogorelić byl vyřazen ze soutěže už ve třetím kole. Prohlásila o něm, že je génius, čímž mu dopomohla k mezinárodnímu úspěchu. Nadále se věnuje podpoře mladých talentů. Založila soutěž, která nese její jméno, a je čestnou prezidentkou Mezinárodní klavírní akademie (plným jménem International Piano Academy Lake Como). Tato instituce sídlí v Palazzo del Vescovo, biskupském paláci ze 17. století, který byl postaven na břehu Comského jezera v Itálii.

## Osobní život
Vždy se úzkostlivě vyhýbala publicitě, což způsobilo, že nebyla v počátečním období své kariéry adekvátně známá. Málo známé jsou také detaily z jejího soukromí. Má však tři dcery se třemi různými muži, se kterými byla sezdána. Jejím prvním manželem byl dirigent Chen Liang-Sheng, druhým z nich byl známý švýcarský dirigent Charles Dutoit, třetím americký klavírista a dirigent Stephen Kovacevich. Se svým druhým manželem Argerichová nadále spolupracuje a pravidelně spolu koncertují. Sňatkem s Dutoitem obdržela také švýcarské občanství.

## Umělecká činnost
Hudební veřejnost zaujala svým temperamentem, rebelantským duchem a především spontánní a nenásilnou virtuózní interpretací hudebních děl. Navzdory tomu, že je klavíristkou neobyčejných možností, její technika hry je považována za velmi osobitou a nepříkladnou, podobně jako tomu bylo u klavíristy Vladimira Horowitze.
Její repertoár je široký, zahrnuje na jedné straně skladby z období hudebního klasicismu (Haydnovy a Mozartovy klavírní koncerty) a raného romantismu, na druhé straně skladby 20. století, kterými si získala největší uznání. Vytvořila početné nahrávky děl Fryderyka Chopina, Roberta Schumanna a Maurice Ravela. V koncertní literatuře se soustředila hlavně na ruské autory, vysoce ceněna je mj. její interpretace Prokofjevova Klavírního koncertu č. 3. Vytvořila také množství nahrávek komorní hudby. Vystupuje a nahrává často s houslistou Gidonem Kremerem, violoncellistou Mišou Maiským a brazilským klavíristou a svým blízkým přítelem Nelsonem Freirem.

### Významné nahrávky
- Sergej Prokofjev: Klavírní koncert č. 3 C dur, Berlínská filharmonie, Claudio Abbado (1967, Deutsche Gramophon)
- Petr Iljič Čajkovskij: Klavírní koncert č. 1 b moll, Royal Philharmonic Orchestra, Charles Dutoit (1971, Deutsche Grammophon)
- Sergej Rachmaninov: Klavírní koncert č. 3 d moll, Berlin Radio Symphony Orchestra, Riccardo Chailly (1982, Philips)
- Olivier Messiaen: Visions de l'Amen, Alexander Rabinovič (1989, Philips)
- Dmitrij Šostakovič: Klavírní trio č. 2, Gidon Kremer, Mischa Maisky (1998. Deutsche Grammophon)
- Sergej Prokofjev: Klavírní koncerty č. 1 a 3/Bartók: Klavírní koncert č. 3, Montreal Symphony Orchestra, Charles Dutoit (1998, EMI Classics)
  - Grammy Award za nejlepší představení sólisty s orchestrem (2000)
- Maurice Ravel: Popelka, suita pro 2 klavíry (arr. Michail Pletňov), Maurice Ravel: Ma Mere L'Oye, Argerichoová a Mikhail Pletnev (2004, Deutsche Grammophon)
  - Grammy Award za nejlepší komorní hudbu (2005)
- Ludwig van Beethoven: Klavírní koncerty č. 2 a 3, Mahler Chamber Orchestra, Claudio Abbado (2004, Deutsche Grammophon)
  - Grammy Award za nejlepší představení sólisty s orchestrem (2006)

## Vyznamenání
- komandér Řádu umění a literatury – Francie, 2004
- Řád vycházejícího slunce se zlatými paprsky a rozetou – Japonsko, 2005
- komtur Řádu zásluh o Italskou republiku – Itálie, 18. října 2018[6]